# Avro 548
Die Avro 548 war ein einmotoriger Doppeldecker des britischen Flugzeugherstellers Avro.

## Geschichte und Konstruktion
Im Jahr 1918 war die Entwicklung des Reihenmotors so weit fortgeschritten, dass der bisher hauptsächlich verwendete Umlaufmotor in der Flugzeug-Serienfertigung abgelöst werden konnte. So setzte auch Alliott Verdon Roe bei der Entwicklung einer zivilen Variante der Avro 504 auf dieses Motorenkonzept.
Die ersten Versuche begannen im Oktober 1919 auf dem Werksgelände in Hamble mit der Avro 545, einer umgebauten 504 mit einem 90 hp (ca. 67 kW/91 PS) leistenden Curtiss-OX-5-Motors, einem wassergekühlten V8-Triebwerk mit an jeder Seite des Cockpits angebrachten Kühlern. Diese Konfiguration erwies sich jedoch als unpraktikabel für den privaten Markt, einerseits wegen des schweren Motors und andererseits wegen der komplizierten Installation des Kühlsystems. So fiel die Motorwahl letztendlich auf einen 80 hp (ca. 60 kW/81 PS) starken luftgekühlten Renault-Motor, der auf eine Vierblatt-Luftschraube wirkte. Die so ausgestattete Maschine erhielt die Bezeichnung Avro 548 und startete Ende 1919 zum Erstflug.
Das Flugzeug hatte in dieser Ausführung drei einzelne Cockpits und war zunächst mit einer Doppelsteuerung ausgestattet, die zur Beförderung von zwei Passagieren wieder ausgebaut wurde. Das Fahrwerk war identisch mit dem der 504, hatte also die für die 504 charakteristische Gleitkufe. Das Flugzeug wurde unter der Bezeichnung „Avro Tourist“ im Juli 1920 auf der Olympia Aero Show in London der Öffentlichkeit präsentiert.
Eine dritte Maschine wurde gebaut und für Demonstrations- und Werbeflüge in Hendon stationiert. Die schlechte Wirtschaftslage zerstörte jedoch die Hoffnungen Avros hinsichtlich eines kommerziellen Erfolges dieses Flugzeuges, und so wurde von einer Fortsetzung des Projektes Avro 553, einer Trainerversion der 448 abgesehen.
So wurden zunächst nur drei weitere Avro 548 produziert, nun mit einem Pilotencockpit und einem Doppelcockpit für zwei Passagiere. Ein Exemplar wurde nach Uruguay verkauft. Eine weitere Maschine, eine frühere 504K, wurde mit einem 170 hp (ca. 127 kW/172 PS) leistenden A.B.C.-Wasp-I-Motor ausgestattet. Dieses Exemplar wurde an die Welsh Aviation Company verkauft und gewann für seinen neuen Eigentümer am 17. September 1921 alle drei Rennen des Croydon Meetings. Diese Maschine hatte später unter verschiedenen Eigentümern große Erfolge bei Rennen und Showflugveranstaltungen, stürzte jedoch während eines Schauflugs am 31. Mai 1935 ab.
Avro fertigte danach lediglich drei weitere 448 im Jahre 1924. Jedoch erfolgten durch andere Flugzeughersteller etliche Umbauten bestehender Avro 504 auf die Version 548 in Lizenz, unter anderem in Kanada und ein Exemplar in Australien. Da die einzelnen Hersteller ihre Produkte nach eigenen Vorstellungen ausstatteten, unterschieden sich die einzelnen Modelle in Details. Einige Maschinen dienten auch als Versuchsträger für unterschiedliche Motorkonfigurationen.
Die stärkste Version war die 548A. Die Firma Aircraft Disposal Co. stattete im Jahre 1925 eine Avro 504K-Zelle mit einem ca. 89 kW (122 PS) starken Triebwerk, dem Airdisco-Motor aus. Diese Maschine zeigte hervorragende Flugeigenschaften.

## Militärische Nutzung
Portugal
- Força Aérea Portuguesa

 Lettland
- Lettische Luftstreitkräfte

## Technische Daten
| Kenngröße              | Daten Avro 545                                  | Daten Avro 548                             | Daten Avro 548A                              |
| ---------------------- | ----------------------------------------------- | ------------------------------------------ | -------------------------------------------- |
| Besatzung              | 1                                               | 1                                          | 1                                            |
| Passagiere             | 2                                               | 2                                          | 2                                            |
| Länge                  | 8,97 m                                          | 8,97 m                                     | 8,97 m                                       |
| Höhe                   | 3,18 m                                          | 3,18 m                                     | 3,18 m                                       |
| Spannweite             | 10,97 m                                         | 10,97 m                                    | 10,97 m                                      |
| Flügelfläche           | 30,67 m²                                        | 30,67 m²                                   | 30,67 m²                                     |
| Leermasse              | 563 kg                                          | 607 kg                                     | 662 kg                                       |
| max. Startmasse        |                                                 | 881 kg                                     | 975 kg                                       |
| Antrieb                | ein Curtiss-OX-5-Reihenmotor; ca. 67 kW (92 PS) | ein Renault-Reihenmotor; ca. 60 kW (81 PS) | ein Airdisco-Reihenmotor; ca. 89 kW (122 PS) |
| Höchstgeschwindigkeit  |                                                 | 129 km/h                                   | 146 km/h                                     |
| Reisegeschwindigkeit   | 113 km/h                                        | 105 km/h                                   | 135 km/h                                     |
| Steigrate              |                                                 | 106,7 m/min                                | 122 m/min                                    |
| Reichweite vollgetankt | ca. 340 km                                      | ca. 280 km                                 | ca. 480 km                                   |